# Corning (ville, New York)
Pour les articles homonymes, voir Corning.
Corning est une ville du comté de Steuben, dans l'État de New York, aux États-Unis,. En 2010, elle comptait une population de 6 270 habitants.

## Démographie
Lors du recensement de 2010, la ville comptait une population de 6 270 habitants, tandis qu'en 2016, elle est estimée à 6 248 habitants.